# Babiná
Pour les articles homonymes, voir Babina.
Babiná (allemand : Frauenstuhl, hongrois : Bábaszék) est un village de Slovaquie situé dans la région de Banská Bystrica.

## Histoire
La première mention écrite du village date de 1254.

## Démographie

### Évolution de la population
| Année:               | 1994. | 2004.    | 2014.    | 2024.   |
| -------------------- | ----- | -------- | -------- | ------- |
| Nombre de personnes: | 410   | 458      | 534      | 544     |
| Différence:          |       | +11,70 % | +16,59 % | +1,87 % |

| Année:               | 2023. | 2024.   |
| -------------------- | ----- | ------- |
| Nombre de personnes: | 539   | 544     |
| Différence:          |       | +0,92 % |